# Ferdydurke
Ferdydurke – awangardowa powieść Witolda Gombrowicza opublikowana w 1937 (datowana 1938), przełożona na wiele języków, uznana za wybitny utwór już przed II wojną światową.

## Treść
Bohaterem powieści jest trzydziestoletni początkujący literat Józio Kowalski, który niespodziewanie zostaje odwiedzony przez swojego byłego nauczyciela, profesora Pimkę, i cofnięty do swojej starej klasy gimnazjalnej. Czas teraźniejszy znajduje się nagle w czasie przeszłym i staje się czasem realnym bohatera. W trakcie pobytu w szkole zostaje poddany procesowi tzw. „upupiania”, czyli infantylizacji młodzieży gimnazjalnej. W kolejnych „odsłonach” perypetii bohatera podlega on często wtłaczaniu w formy poznawczego i społecznego konformizmu. W domu mieszczańskim to samokształtowanie prowadzić ma ku normom tzw. nowoczesnego społeczeństwa obowiązkowej tolerancji. Ostatecznie odrzuca powierzone mu zadanie i ucieka za namową Miętusa (szkolnego kolegi) w celu odnalezienia dla niego „człowieka bez formy”.
W dalszych peregrynacjach trafia do dworu wujostwa Hurleckich, gdzie dominują tradycje i rytuały ziemiańskie.
Zasadniczym tematem utworu nie są przygody Józia i oryginalnie stworzona fabuła. Obok późniejszej powieści Trans-Atlantyk (1953), Ferdydurke to przede wszystkim dyskusja autora o formowaniu się człowieka. O tym, jak skazany jest on stale nie tylko na wpływy zewnętrzne, ale i też na "samowidzenie się". Kim jestem, czy jestem sobą i co to oznacza, czy można być "sobą" – to zasadnicza treść powieści. Do tematu tego wróci po latach w swoim „Dzienniku”. Uwypukleniem tych poszukiwań są jednocześnie sceny satyry społeczno-obyczajowej, czy groteski sytuacyjnej, posługiwanie się surrealizmem i pure nonsensem, zanim te prądy zadomowiły się w literaturze polskiej. Potrafił obnażyć przywary i nawyki polskich klas społecznych, nie oszczędzając najbardziej szanowanych 'narodowych świętości' (wiara, patriotyzm, poczucie honoru). „Ferdydurke” jest powszechnie dziś uznawana za jedno z czołowych osiągnięć polskiej literatury międzywojennej i należy do kanonu lektur szkolnych.

## Tytuł
Etymologia tytułu utworu nie została jednoznacznie określona przez autora. Jedne z najczęściej powtarzanych hipotez głoszą, że Gombrowicz zaczerpnął go z imienia i nazwiska jednego z bohaterów powieści „Babbitt” Sinclaira Lewisa – Freddy'ego Durkee.
Inna głosi, że jest to zapis wymowy wyrażenia w języku angielskim thirtieth door key, które nawiązuje do wieku głównego bohatera – 30 lat. Tytuł całości nawiązywałby do tytułów dwóch składowych, a komentujących utwór, opowiadań o Filidorze – czyli, o lubiącym drzwi (filo-door), czyli to, co „zamyka”, konstytuuje jednostkę – oraz o Filibercie, czyli o lubiącym pokój (berthe), zamknięcie w samym sobie i pewnym stopniu rozwoju. Opowiadania te dzielą powieść na trzy części, w których akcja toczy się głównie w trzech „domach ludzkich” – szkoła, dom nowoczesny, dom staroświecki. Tytuł „Ferdydurke” tłumaczony jako „klucz do trzydziestych drzwi”, mówiłby o powieści jako o pewnym kluczu, sposobie umożliwiającym niezakłócony i autentyczny rozwój jednostki.
Jeszcze inna teoria (głoszona przez M. Głowińskiego) mówi, że tytuł ma być z zasady bezsensowny, a jego znaczeniem jest, paradoksalnie właśnie, brak znaczenia.

## Rozdziały
I. Porwanie
II. Uwięzienie i dalsze zdrabnianie
III. Przyłapanie i dalsze miętoszenie
IV. Przedmowa do Filidora dzieckiem podszytego
V. Filidor dzieckiem podszyty
VI. Uwiedzenie i dalsze zapędzanie w młodość
VII. Miłość
VIII. Kompot
IX. Podglądanie i dalsze zapuszczanie się w nowoczesność
X. Hulajnoga i nowe przyłapanie
XI. Przedmowa do Filiberta dzieckiem podszytego
XII. Filibert dzieckiem podszyty
XIII. Parobek, czyli nowe przychwycenie
XIV. Hulajgęba i nowe przyłapanie

## Adaptacje
W roku 1985 Telewizja Kraków zrealizowała spektakl w ramach Teatru Telewizji, w reżyserii Macieja Wojtyszki, w którym wystąpili m.in. Jan Peszek, Jerzy Radziwiłowicz, Jan Frycz.
Powieść została zekranizowana w 1991 roku przez reżysera Jerzego Skolimowskiego. W filmie wystąpili: Iain Glen, Crispin Glover, Robert Stephens, Judith Godrèche, Zbigniew Zamachowski i Fabienne Babe.
14 lutego 2005 roku w Teatrze Wielkim miała miejsce prapremiera baletu pod tytułem „Pupa” opartego na motywach powieści z muzyką Stanisława Syrewicza i choreografią Anny Hop.
Powieść doczekała się wielu adaptacji scenicznych, głównie w teatrach krajowych; 26 premier w ostatnim 30-leciu w teatrach krajowych.